# Ligidium rishikondensis
Ligidium rishikondensis là một loài chân đều trong họ Ligiidae. Loài này được Kumari, Hanumantha-Rao & Shyamasundari miêu tả khoa học năm 1989.